# Conquista portuguesa das Missões Orientais
A Conquista portuguesa das Missões Orientais foi um conflito armado entre as forças coloniais de Portugal e Espanha, ocorrido na sequência da Guerra das Laranjas, em que as forças portuguesas conquistaram o território dos Sete Povos das Missões, o que possibilitou o avanço das fronteiras no Rio Grande do Sul e Mato Grosso em direção ao Uruguai.

## A guerra no Rio Grande do Sul

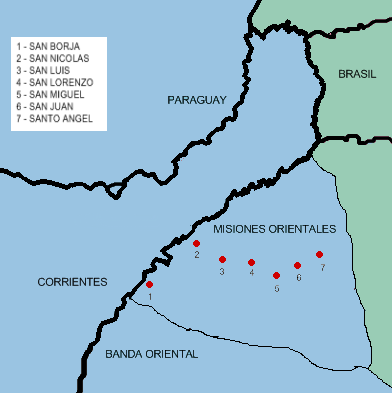
Mapa representando a região conquistada

No Rio Grande do Sul o governo local tinha uma política expansionista, fundando povoações ao longo da região de fronteira, que além de povoar a região, propiciava um aporte de soldados. Em janeiro de 1800, foram criadas, com imigrantes açorianos, as povoações de Caçapava do Sul e Canguçu.
A notícia da declaração de guerra foi recebida na capital do Rio Grande do Sul em 15 de junho de 1801, quando chegou uma embarcação vinda da Bahia, retransmitindo uma informação dada pela corveta portuguesa Andorinha, que tinha lá aportado pouco antes. A informação foi confirmada no dia 22, por outra embarcação vinda de Pernambuco.
Não tendo ainda recebido ordens do rei, as forças militares, divididas em dois corpos, se dirigiram para a fronteira, uma para Rio Pardo, outra para Rio Grande, com o objetivo de conquistar os territórios que levasse as fronteiras aos "limites naturais" do Sul do Brasil, os rios Uruguai e da Prata.
Como não havia uma declaração de guerra conhecida e oficial entre os dois reinos, foram organizadas pequenas tropas de milicianos, sem uniforme, mas armados pelo governo, que realizaram os primeiros ataques. O primeiro a se apresentar foi Manuel dos Santos Pedroso com uma tropa de aproximadamente 30 homens, conquistou o fortim espanhol de São Martinho.
José Borges do Canto, conhecido contrabandista buscando uma anistia, se apresentou com 15 homens. Encarregado inicialmente de apoiar a Manuel Pedroso, conseguiu apoio de índios Guarani e buscou o combate com os espanhóis em São Miguel das Missões, que cercada se rendeu em poucos dias, tendo sua guarnição espanhola sido libertada. Em seguida se renderam as povoações de São João e Santo Ângelo. O passo seguinte foi conquistar São Lourenço, São Luís e São Nicolau, que já estavam sendo abandonadas pela população local. O comandante espanhol foi preso tentando mobilizar uma tropa perto de São Luís e foi conduzido de volta a São Miguel. Uma comissão de índios de São Borja, a última missão não conquistada, trouxe cativo o administrador espanhol e prometeu fidelidade aos portugueses.
Ao sul tropas do capitão de milícias Simão Soares da Silva e do tenente José Antunes da Porciúncula atacaram a região do Taim, conquistaram o forte de Chuí. Já uma tropa do coronel Patrício José Correia da Câmara, liderada pelo tenente Antônio Alves, atacou e rendeu as tropas espanholas que abandonavam o forte de Cerro Largo.
Todas os outros fortins da região foram sucessivamente abandonados pelos espanhóis e ocupados por destacamentos portugueses sem mais confrontos, sendo o mais importante espólio o forte de Santa Tecla, em Bagé.
O Rio Grande do Sul ao final tinha expandido seu território em um terço.

## A guerra no Mato Grosso
Provavelmente ambos portugueses e espanhóis ficaram sabendo da guerra ao mesmo tempo, em meados de julho ou princípios de agosto de 1801. Os espanhóis decidiram então atacar o Brasil no ponto que consideravam o mais vulnerável nas defesas portuguesas, o forte Coimbra. Uma expedição comandada por D. Lázaro de la Ribera y Espinoza, composta por mais de 500 homens foi enviada para atacar o forte, comandado pelo tenente-coronel Ricardo Franco de Almeida Serra, que tinha uma pequena guarnição militar de cerca de 40 militares, acompanhados de 60 civis. A expedição chegou ao forte em 16 de setembro de 1801, sendo recebida a tiro de canhão.
No dia seguinte, os espanhóis tentaram um desembarque na ponta superior do forte, mas a artilharia portuguesa rechaçou as milícias paraguaias. Em 19 de setembro atacaram pelo outro lado infrutiferamente, no dia seguinte apresaram alguns mantimentos, mas sem grandes consequências para os defensores. No dia 24 de setembro, com as suas forças reorganizadas, os espanhóis tentaram um último esforço, novamente sem sucesso, se retiraram no dia seguinte.
Enquanto os espanhóis atacavam o Forte Coimbra, o governador Caetano Pinto de Miranda Montenegro, futuro visconde e marquês de Vila Real da Praia Grande, decidiu contra-atacar. Enviou uma pequena força pelo vale do rio Mondego, comandada pelo tenente Francisco Rodrigues Prado, comandante do forte de Miranda, que tomou e arrasou o forte São Jorge, na margem sul do rio Apa, o que permitiu fixar a fronteira definitivamente nesse rio. Um território que o Paraguai independente pretendeu na Guerra da Tríplice Aliança.

## Final da guerra
O final da guerra deu-se quando chegou ao Brasil, a confirmação da paz entre Portugal e Espanha, que assinaram o Tratado de Badajoz em 6 de junho de 1801, portanto antes da chegada da notícia de guerra ao Rio Grande do Sul. Com isso foram definidos boa parte das fronteiras do Rio Grande do Sul, que ainda foram completadas na Guerra contra Artigas, em 1816, e também do Mato Grosso.